# Lijst van voetbalinterlands Bangladesh - Nepal
Deze lijst van voetbalinterlands is een overzicht van alle officiële voetbalinterlands tussen de nationale teams van Bangladesh en Nepal. De landen hebben tot nu toe 28 keer tegen elkaar gespeeld. De eerste ontmoeting was een vriendschappelijke wedstrijd op 23 februari 1982 in Karachi (Pakistan). Het laatste duel, eveneens een vriendschappelijke wedstrijd, werd gespeeld in Kathmandu op 27 september 2022.

## Wedstrijden
| №  | Plaats       | Datum             | Competitie                          | Wedstrijd          | Uitslag |
| -- | ------------ | ----------------- | ----------------------------------- | ------------------ | ------- |
| 1  | Karachi      | 23 februari 1982  | Vriendschappelijk                   | Nepal − Bangladesh | 1 − 1   |
| 2  | Kuala Lumpur | 25 september 1982 | Vriendschappelijk                   | Nepal − Bangladesh | 0 − 1   |
| 3  | Kathmandu    | 21 september 1984 | Zuid-Aziatische Spelen 1984         | Bangladesh − Nepal | 5 − 0   |
| 4  | Kathmandu    | 22 september 1984 | Zuid-Aziatische Spelen 1984         | Nepal − Bangladesh | 4 − 2   |
| 5  | Daejeon      | 26 september 1986 | Aziatische Spelen 1986              | Bangladesh − Nepal | 1 − 0   |
| 6  | Kathmandu    | 4 december 1986   | Vriendschappelijk                   | Nepal − Bangladesh | 1 − 0   |
| 7  | Calcutta     | 21 november 1987  | Zuid-Aziatische Spelen 1987         | Nepal − Bangladesh | 1 − 0   |
| 8  | Colombo      | 28 december 1991  | Zuid-Aziatische Spelen 1991         | Nepal − Bangladesh | 0 − 2   |
| 9  | Dhaka        | 22 december 1993  | Zuid-Aziatische Spelen 1993         | Bangladesh − Nepal | 0 − 1   |
| 10 | Colombo      | 27 maart 1995     | Zuid-Azië Cup 1995                  | Bangladesh − Nepal | 2 − 0   |
| 11 | Chennai      | 23 december 1995  | Zuid-Aziatische Spelen 1995         | Bangladesh − Nepal | 2 − 1   |
| 12 | Margao       | 29 april 1999     | Zuid-Azië Cup 1999                  | Bangladesh − Nepal | 2 − 1   |
| 13 | Kathmandu    | 4 oktober 1999    | Zuid-Aziatische Spelen 1999         | Nepal − Bangladesh | 0 − 1   |
| 14 | Dhaka        | 11 januari 2003   | Zuid-Azië Cup 2003                  | Bangladesh − Nepal | 1 − 0   |
| 15 | Karachi      | 10 december 2005  | Zuid-Azië Cup 2005                  | Bangladesh − Nepal | 2 − 0   |
| 16 | New Delhi    | 4 december 2011   | Zuid-Azië Cup 2011                  | Bangladesh − Nepal | 0 − 1   |
| 17 | Kathmandu    | 20 september 2012 | Vriendschappelijk                   | Nepal − Bangladesh | 1 − 1   |
| 18 | Kathmandu    | 4 maart 2013      | AFC Challenge Cup 2014 kwalificatie | Nepal − Bangladesh | 0 − 2   |
| 19 | Kathmandu    | 31 augustus 2013  | Zuid-Azië Cup 2013                  | Nepal − Bangladesh | 2 − 0   |
| 20 | Dhaka        | 17 december 2015  | Vriendschappelijk                   | Bangladesh − Nepal | 1 − 0   |
| 21 | Dhaka        | 15 januari 2016   | Vriendschappelijk                   | Bangladesh − Nepal | 0 − 0   |
| 22 | Dhaka        | 8 september 2018  | Zuid-Azië Cup 2018                  | Bangladesh − Nepal | 0 − 2   |
| 23 | Dhaka        | 13 november 2020  | Vriendschappelijk                   | Bangladesh − Nepal | 2 − 0   |
| 24 | Dhaka        | 17 november 2020  | Vriendschappelijk                   | Bangladesh − Nepal | 0 − 0   |
| 25 | Kathmandu    | 27 maart 2021     | Vriendschappelijk                   | Nepal − Bangladesh | 0 − 0   |
| 26 | Kathmandu    | 29 maart 2021     | Vriendschappelijk                   | Nepal − Bangladesh | 2 − 1   |
| 27 | Malé         | 13 oktober 2021   | Zuid-Azië Cup 2021                  | Bangladesh − Nepal | 1 − 1   |
| 28 | Kathmandu    | 27 september 2022 | Vriendschappelijk                   | Nepal − Bangladesh | 3 − 1   |

## Samenvatting
| Competitie                     | Totaal gespeeld | Winst Bangladesh | Gelijk | Winst Nepal | Doelsaldo Bangladesh – Nepal |
| ------------------------------ | --------------- | ---------------- | ------ | ----------- | ---------------------------- |
| AFC Challenge Cup-kwalificatie | 1               | 1                | 0      | 0           | 2 − 0                        |
| Zuid-Azië Cup                  | 8               | 4                | 1      | 3           | 8 − 7                        |
| Aziatische Spelen              | 1               | 1                | 0      | 0           | 1 − 0                        |
| Zuid-Aziatische Spelen         | 7               | 4                | 0      | 3           | 12 − 7                       |
| Vriendschappelijk              | 11              | 3                | 5      | 3           | 8 − 8                        |
| Totaal                         | 28              | 13               | 6      | 9           | 31 − 22                      |

Wedstrijden bepaald door strafschoppen worden, in lijn met de FIFA, als een gelijkspel gerekend.